# Hồ hoàng hậu (Bắc Tề Vũ Thành Đế)
Hồ hoàng hậu (chữ Hán: 胡皇后), là hoàng hậu của Bắc Tề Vũ Thành Đế trong lịch sử Trung Quốc.

## Tiểu sử
Bắc Tề thư và Bắc sử không ghi rõ tên thật của Hồ hoàng hậu, chỉ cho biết nguyên quán của bà ở quận An Định, tỉnh Cam Túc . Cha bà là Hồ Diên Chi (胡延之), mẹ là Lư thị, quê ở quận Phạm Dương. Lúc Lư thị có mang, có người đạo sĩ đến cầm theo một chiếc hồ lô, tặng bà và bảo ở phía trong đó có mặt trăng. Sau đó Lư thị sinh ra bà.
Những năm đầu tiên thời Văn Tuyên Đế nhà Bắc Tề, Hồ thị được gả cho Trường Quảng quận vương Bắc Tề là Cao Đam (hay Cao Trạm), em của Tề đế và trở thành Trường Quảng vương phi. Năm 556, bà sinh ra vương tử Cao Vĩ, tức Hậu Chủ nhà Bắc Tề sau này và sau đó sinh ra người con trai thứ hai là Cao Nghiễm.

## Hoàng hậu và Thái thượng hoàng hậu
Năm 561, Cao Đam được lên ngôi hoàng đế, tức Bắc Tề Vũ Thành Đế, Hồ thị được lập làm hoàng hậu. Trong thời gian làm hoàng hậu, bà có mối quan hệ bất chính với đại thần trong triều là Hòa Sĩ Khai, người vốn được Vũ Thành tin tưởng nhất trong triều. Hòa Sĩ Khai được tự do ra vào hoàng cung.
Năm 565, do có các dấu hiệu chiêm tinh cho thấy rằng ngôi vị hoàng đế cần phải thay đổi, và cũng do muốn lấy lòng Hồ hoàng hậu và Cao Vĩ, các sủng thần của Vũ Thành Đế là Hòa Sĩ Khai (和士開) và Tổ Thỉnh (祖珽) đã đề xuất Vũ Thành Đế nên tránh điềm xấu này bằng cách truyền ngôi cho Cao Vĩ. Vũ Thành Đế chấp thuận, và Cao Vĩ đã trở thành hoàng đế khi mới được tám tuổi, tức Bắc Tề Hậu Chủ. Tuy nhiên, Vũ Thành Đế trở thành Thái thượng hoàng và vẫn nắm quyền lực thực tế. Hồ thị trở thành Thái thượng hoàng hậu.
Vào mùa xuân năm 568, Vũ Thành Đế lâm bệnh nặng, và một viên quan tên Từ Chi Tài (徐之才), một y sinh được đào tạo, đã chữa cho ông khỏe lại. Tuy nhiên, sau khi Thái thượng hoàng phục hồi, Hòa Sĩ Khai đã đưa Từ Chi Tài đi làm thứ sử ở Duyện Châu (兗州). Sang mùa đông năm 568, Thái thượng hoàng lại đổ bệnh và ông cho triệu Từ Chi Tài đến chữa trị. Tuy nhiên, trước khi Từ Chi Tài có thể đến nơi, Thái thượng hoàng đã qua đời.

## Hoàng thái hậu
Năm 569, Thái thượng hoàng Vũ Thành chết, thọ được 33 tuổi. Cao Vĩ sau đó chính thức tôn phong Hồ thị là Hoàng Thái hậu. Cùng năm đó, Triệu quận vương Cao Duệ dẫn đầu quần thần tố cáo Hòa Sĩ Khai có tư tình với Hồ thái hậu, đề nghị biếm truất khỏi triều. Hòa Sĩ Khai lại đến cầu xin Hồ thái hậu. Trước sức ép của bà, Cao Vĩ đành phải nhượng bộ, sau đó Hồ thái hậu hạ lệnh giết Cao Duệ, đồng thời đuổi Lâu Định Viễn và Cao Văn Diêu ra khỏi triều đình. Từ khi Vũ Thành chết rồi, Hồ thái hậu và Hòa Sĩ Khai không còn nể sợ gì nữa, thỏa sức làm nhiều việc trái phép.
Vào năm 571, con trai thứ hai của Hồ thái hậu là Cao Nghiễm, khi này có tước Lang Da vương, tức giận trước việc Hòa Sĩ Khai nắm giữ quyền lực nên đã giết chết người này, và thậm chí còn huy động quân của mình để nhằm đoạt lấy quyền lực và giết chết Lục Lệnh Huyên và Mục Đề Bà. Mặc dù tán thành việc Cao Nghiễm giết chết Hòa Sĩ Khai, song Hộc Luật Quang vẫn trung thành với hoàng đế và lệnh cho quân của Cao Nghiễm giải tán. Hộc Luật Quang đã bắt giữ Cao Nghiễm và đưa ông ta vào cung. Theo đề xuất của Hộc Luật Quang, ban đầu Cao Vĩ đã tha cho hoàng đệ, song đến mùa đông năm 571 ông đã phái Lưu Đào Chi đi giết Cao Nghiễm, bốn người con trai của Cao Nghiễm được sinh ra sau đó cũng bị giết.
Từ khi Hòa Sĩ Khai chết, Hồ thái hậu thường đi đến nhiều chùa chiền và bắt gặp một nhà sư có dung mạo đẹp là Đàm Hiến (曇獻), bèn tư thông với nhau. Sau đó bà đem Đàm Hiến về cung, lại ban cho nhiều đồ quý mà Vũ Thành Đế từng sử dụng lúc còn sống. Tất cả người trong cung đều biết chuyện, duy có Cao Vĩ chưa hay gì cả. Một lần Cao Vĩ đến cung thỉnh an bà, thấy hai ni cô có dung mạo đẹp, định nạp làm thiếp, sau đó bất ngờ phát hiện ra hai người đó là đàn ông. Sự việc dâm loạn của Thái hậu bị phát giác, bà bị Cao Vĩ giam lỏng ở Bắc cung, tất cả người tình đều bị giết. Tuy nhiên không lâu sau, bà được đón về. Mùa xuân năm 572, để an ủi mẫu thân, ông đã truy thụy cho Cao Nghiễm là "Sở Cung Ai Đế" và tôn phong Lý vương phi là "Sở Đế hoàng hậu". Tổ Thỉnh và Lục Lệnh Huyên đã cố gắng để Lục thị có thể trở thành hoàng thái hậu, song Cao Vĩ đã không chấp thuận.
Để làm vừa lòng hoàng nhi, Hồ thái hậu đã triệu con gái của anh trai ruột là Hồ Trường Nhân (胡長仁) vào cung và cho người này vận những loại y phục thượng đẳng. Cao Vĩ khi trông thấy Hồ thị đã say đắm và cưới bà làm thiếp. Sau khi Hộc Luật hoàng hậu bị phế truất năm 572, dưỡng mẫu Lục Lệnh Huyên muốn Mục Hoàng Hoa trở thành hoàng hậu, song Hồ thái hậu lại muốn cháu gái bà là Hồ thị trở thành hoàng hậu. Tuy nhiên, Hồ thái hậu cho rằng mình không đủ khả năng thuyết phục nhi tử, nên bà đã đem quà tặng cho Lục Lệnh Huyên. Lục Lệnh Huyên cũng nhận thấy Cao Vĩ sủng ái Hồ thị, vì thế đã cùng đề xuất với Tổ Thỉnh về việc lập Hồ thị làm hoàng hậu, Cao Vĩ đã chấp thuận điều này. Mùa thu năm 572, Hồ thị được lập thành hoàng hậu. Cao Vĩ hết sức sủng ái Hồ hoàng hậu, đến nỗi ông cho gắn ngọc trai bên ngoài y phục của bà, song những y phục này sau đó đã bị phá hủy trong một vụ hỏa hoạn. Tuy nhiên, sau đó ít lâu, do sủng ái Mục Hoàng Hoa, Cao Vĩ đồng ý với nhũ mẫu, và lập Mục thị làm "hữu hoàng hậu", còn Hồ hoàng hậu có tước hiệu là "tả hoàng hậu".
Khoảng tết năm 573, Lục Lệnh Huyên đã vu cáo với Hồ thái hậu rằng Hồ hoàng hậu đã phỉ báng phẩm hạnh của Hồ thái hậu, Hồ thái hậu tức giận nên đã không thẩm tra lại thông tin và lệnh trục xuất Hồ hoàng hậu ra khỏi cung, và sau đó bảo Cao Vĩ phế truất Hồ hoàng hậu.

## Thái hoàng thái hậu
Năm 576, kình địch Bắc Chu tiến hành một cuộc tấn công lớn nhằm vào Bắc Tề. Tin tưởng vào lời của những nhà chiêm tinh về điềm báo rằng ngôi vị hoàng đế cần phải thay đổi, Cao Vĩ đã quyết định truyền ngôi lại cho Cao Hằng, và vào mùa xuân năm 577, vị hoàng thái tử nhỏ tuổi đã đăng cơ làm hoàng đế, Cao Vĩ vẫn nắm quyền lực trên thực tế và trở thành Thái thượng hoàng. Tôn phong Hồ thái hậu là Hồ thái hoàng thái hậu, trong khi Mục hoàng hậu trở thành Thái thượng hoàng hậu.
Mùa xuân năm 577, tấn công kinh đô Nghiệp Thành. Bắc Tề sụp đổ. Hoàng tộc Bắc Tề bị Bắc Chu bắt giữ và giải về Trường An.

## Sau khi Bắc Tề kết thúc
Năm 577, Bắc Chu diệt Bắc Tề, thống nhất phương bắc. Cao Vĩ và toàn bộ hoàng tộc Bắc Tề bị bắt về Bắc Chu và bị giết tại Trường An. Hồ Thái hậu và Mục hoàng hậu của Cao Vĩ trốn được, vào đất Bắc Chu, xin vào thanh lâu làm kỹ nữ. Tin tức gây chấn động khắp Trường An, mọi người kéo đến thanh lâu xem tận mặt.
Tương truyền, trong những ngày ở thanh lâu, bà nói với con dâu rằng
Vi hậu bất như vi xương cánh lạc thú
Khoảng giữa những năm Khai Hoàng đời Tùy Văn Đế (580-600), Hồ thị qua đời, không rõ bao nhiêu tuổi.